# Masajuro Shiokawa
Masajuro Shiokawa (塩川 正十郎 Shiokawa Masajūrō?, Higashiōsaka (Osaka), 13 de octubre de 1921 – Osaka, 19 de septiembre de 2015) fue un economista y político japonés.

## Bipgrafía
Shiokawa se graduó en la Facultad de Económicas de la Universidad de Keio en 1944. Fundó la Corporación Mitsuaki en 1946. Fue empleado público para la Ciudad de Fuse desde 1964 hasta 1966, y dirigió la fusión para formar Higashi-Osaka en 1966. En 1967, fue elegido miembro de la Cámara de Representantes, representando al 4º Distrito de Osaka.
Shiokawa ejerció los cargos de Viceprimer ministros parlamentario del Tratado Internacional de Comercio e Industria desde 1972 hasta 1973, Subsecretario Jefe de Gabinete de 1976 a 1977, Presidente del Comité de Comercio e Industria de 1979 a 1980, Ministro de Transportes de 1980 a 1981 (bajo el Primer Ministro Zenko Suzuki), Ministro de Educación de 1986 a 1987 (bajo PM Yasuhiro Nakasone), Secretario Jefe del Gabinete durante tres meses en 1989 (bajo PM Sōsuke Uno), y Ministro del Interior de 1991 a 1992.
Aunque Shiokawa fue secretario general del Partido Liberal en 1995, perdió ese puesto en las elecciones general de 1996, por lo que no fue reelegido en 2000.
En 2001, Junichiro Koizumi llamó a Shiokawa para ejercer de Ministro de Finanzas.  Dimitió en 2003 y decidió no presentarse a la reelección ese año.
Shiokawa fue decano de la Universidad de Toyo, director del Kansai Hall, y activo dentro de la Asociación de Sumo de Japón.
Shiokawa murió el 19 de septiembre de 2015 a causa de una neumonía a la edad de 93 años.

## Honores
- Gran Cordón de la Orden del Sol Naciente
- Doctor Honorario en Humanidades de la Universidad de Camboya (2004)[5]

- Comadante Honorario de la Orden de Lealtad a la Corona de Malasia (P.S.M.) (2004)[6]